# Didymocarpus epithemoides
Didymocarpus epithemoides är en tvåhjärtbladig växtart som beskrevs av Brian Laurence Burtt. Didymocarpus epithemoides ingår i släktet Didymocarpus och familjen Gesneriaceae. Inga underarter finns listade i Catalogue of Life.